# Forêt nationale de Mark Twain
La forêt nationale de Mark Twain est une forêt fédérale protégée située dans le Missouri, aux États-Unis.
Elle s'étend sur une surface de 12 419 km2 et a été créée le 11 septembre 1939, prenant le nom de Mark Twain, natif du Missouri.

## Description
La forêt dispose de nombreuses rivières et de nombreux lacs, permettant des activités dont le canoë et la pêche.

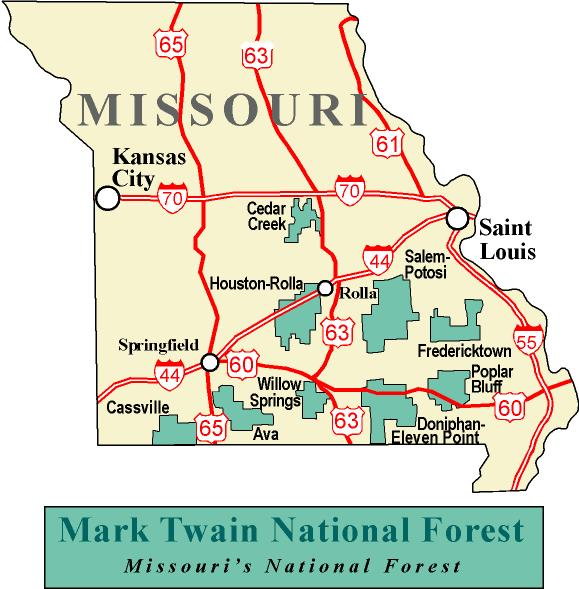
Carte de la forêt nationale de Mark Twain.